# Gare de Lademoen
La gare de Lademoen (également appelée Lademoen / Nedre Elvehavn) est une gare ferroviaire norvégienne de la ligne du Nordland. Elle est située sur le territoire de la commune de  Trondheim.

## Situation ferroviaire
Établie à 6 mètres d'altitude, la gare de Lademoen se situe à 0.94 km de la gare de Trondheim.

## Histoire

### Première halte
Le bâtiment de la gare fut construit en 1904, bâtiment qui se trouve 50m de la halte actuelle. Elle avait pour but de mieux desservir la banlieue est. En 1960, la gare fut rétrogradée au rang de halte ferroviaire en raison de l'automatisation complète des infrastructures. En 1967, la halte fut fermée : c'est-à-dire que les trains ne s'y arrêtaient plus. En même temps, une nouvelle halte fut construite 800m plus loin, au nord-est. Celle-ci fut nommée Lademoen, jusqu'à ce qu'elle soit renommée Lilleby le 8 janvier 2006.
En 1972, la construction du pont Nidelv bru, pont ferroviaire entre Lademoen et Brattøra, fait que pendant quelques mois Trondheim se retrouve sans liaison ferroviaire avec le nord-est. Pour pallier ce désagrément, l'ancienne gare de Lademoen (celle construite en 1904) fut remise en service quelques mois pour le trafic local sous le nom de Strandveien midlertidige holdeplass (i.e. Halte ferroviaire provisoire de Strandveien).

### Conflit de dénomination
La gare de Lademoen se trouvait à proximité de l'ancienne entreprise de construction navale Trondheim Mekaniske Verksted (TMV). Celle-ci ferma en 1983 et les années 1990 voient le développement du nouveau quartier de Nedre Elvehavn. La première tranche de construction est achevée en 2000. Les entreprises et les politiciens souhaitaient que le nouveau quartier soit desservi par le train. En 2006, la nouvelle halte ferroviaire est construite là où se tenait l'ancienne gare. Les entrepreneurs voulaient appeler la halte «Nedre Elvehavn», tandis que les habitants voulaient garder le nom traditionnel de «Lademoen». Afin de contenter tout le monde, la NSB a choisi d'accoler les deux noms, «Lademoen/Nedre Elvehavn», dans ses guides voyageurs. 
Quant à la halte construite 800m plus loin en 1967 sous le nom de Lademoen, elle changea de nom en 2006 et s'appelle désormais Lilleby holdeplass.

### Une ouverture retardée
La nouvelle halte ferroviaire était prête en janvier 2006 mais n'a été mise en service que le 7 janvier 2007 en raison d'un conflit opposant la Jernbaneverket (propriétaire) et Statens Jernbanetilsyn (organisme d'état chargé de la sécurité ferroviaire) en raison de problèmes techniques de signalisation. 

## Service des voyageurs

### Accueil
La gare possède des aubettes sur le quai. 

### Desserte
La gare est desservie par la ligne locale reliant Lerkendal à Steinkjer et passant par Trondheim. 

### Intermodalités
Un parc couvert pour les vélos y est aménagé. Une station de bus est établie à proximité.